# Марсилеза
„Марсилезата“ (на френски: La Marseillaise) е националният химн на Република Франция.

## История
Написана е от Клод Жозеф Роже дьо Лил в Страсбург в нощта на 25 срещу 26 април 1792 г. след като Франция обявява война на Австрия и започва войната на първата коалиция. Оригиналното ѝ име е „Марш на рейнската армия“ (Chant de guerre de l'Armée du Rhin) и е посветена на рейнската армия (Armée du Rhin), една от основните революционни армии на военния театър в Рейнланд от 1791 до 1795 г.
Песента прозвучава за първи път по улиците на Париж на 30 юли 1792 г., изпята от пристигащи от Марсилия части от френската Национална гвардия, отиващи на фронта, и оттам произлиза и името ѝ. Има такъв успех по времето на Френската революция, че на 14 юли 1795 г. Конвентът я провъзгласява за национален химн.
Забранена по времето на Империята, тя е преработена от Ектор Берлиоз през 1830 г. и по-късно, през 1879 г., става отново химн на Франция. Утвърждава се като химн на Франция и с конституциите от 1946 г. и 1958 г.
Днес национален химн на Франция, тя е била и химн на международното революционно движение. Всъщност думите на „Интернационала“, написани през 1870 г. от Йожен Потие, първоначално са изпълнявани с мелодията на Марсилезата. По време на Парижката комуна (1871) с тази мелодия „Интернационалът“ е приет за химн. Едва през 1888 г. Пиер Дегейтер написва познатата и до днес мелодия на „Интернационала“.
Тъй като много хора с лява ориентация по света, особено анархистите, черпят вдъхновение от Комуната, „Марсилезата“ става интернационален символ на лявата политическа ориентация. Неин превод, формулиран като руско-френски химн се появява в пресата на Одеса през 1891 г. В Чикаго мъчениците от Хеймаркетския бунт отиват на смърт, пеейки „Марсилезата“. През 1917 г., след падането на царисткия режим, и „Марсилезата“, и „Интернационалът“ са използвани за национални химни на Съветска Русия. За няколко години „Интернационалът“ постепенно става единствен химн. Руските думи на Марсилезата „Отречемся от старого мира“ (Да се отречем от стария свят) силно се различават от френския текст. В Русия „Марсилезата“ е пята както с руския, така и с френския текст.
Песента е забранена от режима Виши във Франция и в окупираните от Германия райони през Втората световна война и пеенето ѝ е било акт на съпротива. Преди това, тя е била забранена също и във Френската империя, Франция при Наполеон и Наполеон III използва или други химни, или няма химн в периода от 1799 до 1870 г.
Специално във Франция химнът (и особено текстът му) става донякъде полемичен въпрос от 1970-те години. Някои го смятат за милитаристки и ксенофобски. Направени са много предложения да се смени химнът или текста му. Исторически обаче „Марсилезата“ се свързва с Френската република и нейните ценности, което прави такава промяна малко вероятна.
Всъщност „нечистата кръв“, която е предмет на спор, не е кръвта на чужденците, а „синята кръв“ (sang bleu) на аристократите за разлика от обикновените хора.
В по-близки времена и независимо от текста тя е пята много от антирасистки демонстранти след допускането на Жан-Мари Льо Пен до втория кръг на президентските избори през 2002 г.

## Текст
„Марсилезата“ е съставена от 7 куплета и припев, но на официални събития се изпълняват само 1-вият куплет и припевът. Музиката и текстът на песента са претърпели множество промени през годините. През 1887 г. специална комисия, назначена от Министерството на отбраната на Франция, приема „официалната“ версия на „Марсилезата“.
Поради военния характер на песента често текстът на „Марсилезата“ се критикува като агресивен. Поради тази причина съществуват многократни опити за пренаписване на текста, но той е останал непроменен, тъй като се смята за символ на Френската революция.
(Първият куплет и припевът)
| Текст на френски | Превод на български (адаптиран с мелодията) | Български превод на съдържание |
| --- | --- | --- |
| Allons enfants de la Patrie, Le jour de gloire est arrivé ! Contre nous de la tyrannie, L'étendard sanglant est levé, (bis) Entendez-vous dans les campagnes Mugir ces féroces soldats ? Ils viennent jusque dans vos bras Egorger vos fils et vos compagnes ! Припев: Aux armes, citoyens, Formez vos bataillons, Marchons, marchons ! Qu'un sang impur Abreuve nos sillons ! | Напред, напред, деца на роден край, дойде на славата денят! С кръв обляно знаме развява срещу нас тиранството пак с кръв обагрен е вражият флаг! Войски жестоки приближават, деца, жени избиват... Припев: На оръжие, мъже! Във строя, батальони! Напред, напред, вражата кръв в браздите ще се лей! | Напред деца на Родината, Денят на славата дойде! Кървавото знаме на тиранията Срещу нас се пак развя Чувате ли как в полята Свирепо войниците реват? Те идват също и при вас да убиват жените и децата Припев: На оръжие, граждани, Постройте редиците, Напред, напред! С нечистата кръв Браздите да напоим |